# ネプチューン・オービター
ネプチューン・オービター(Neptune Orbiter)は、海王星探査のためのアメリカ航空宇宙局(NASA)の宇宙探査機の計画である。2016年頃に打ち上げられ、8-12年かけて海王星に到達し、各種の探査を行う計画であったが、NASAのウェブサイトには打上げ日が掲載されていない。
主目的は、海王星の大気や天候、環、衛星、特にトリトンを調査することであった。2004年にカリフォルニア工科大学がミッションの案を出し、2005年にはアイダホ大学とボーイングが別案を提案した。海王星に接近した探査機は、1989年のボイジャー2号のみであり、本計画はそれに続くものとなる。

## ミッションの概要と状況
ネプチューン・オービターの主目的は、海王星の軌道に入ってこの惑星の科学的調査を行うことである。ミッションのコンセプトは2005年にNASAに提案された。それは、デルタ IVかアトラス Vに似た打上げロケットを使い、金星及び木星の重力アシストを用いた軌道を通り、打上げから海王星到達までの推定時間は、10.25年を予定する計画であった。
到着の直前、探査機は2つの大気プローブを放出してエアロキャプチャーの前にデータを送信し、その後エアロキャプチャーで海王星の軌道に入る計画であった。当初予定の軌道に調整の後、探査期間は3-5年間に最大3年間の延長を予定していた。
2008年、このミッションは、NASAの将来のミッションのリスト から除去された。NASAの2010年予算によると、太陽系外部へのミッションへの資金提供は、将来のEJSMに当てられている。残りはカッシーニ、ジュノー、ニュー・ホライズンズ等の進行中のミッションに割り当てられ、海王星は対象となっていない。2011年、NASAの10か年計画は、天王星または海王星へのミッションの検討を表明したが、実現可能性の観点からウラヌス・オービタ―を推奨している。

## 動力源
カリフォルニア工科大学のコンセプトは、以前のNASAの外太陽系探査ミッションと似た設計で、電源として放射性同位体熱電気転換器を用いるものであった。また推進には伝統的なスラスタを用い、探査機はガリレオ、カッシーニ、ボイジャー2号、ニュー・ホライズンズと似たデザインであった。もう一つの提案は、当時NASAが開発していた（後に開発中止となった）原子力スターリングエンジンとイオン推進を用いるものであった。

### 太陽電池
前者の提案は、探査機の電力のために太陽電池を用いていた。そのパネルは、質量削減のため、空気で膨らませるようになっていた。太陽電池技術の進化が、海王星の距離でも十分な電力を確保することを可能にしていたが、その値段の高さが採用を難しくしていた。また外太陽系では日光が弱く、イオン推進システムに十分な電力を供給できないため、伝統的なスラスタを用いるものであった。

## 機器

### 探査機
探査機には、紫外線から赤外線で惑星を撮影するマルチスペクトル撮像器、海王星の磁場の方向が自転軸と一致しない原因を探る磁力計等を搭載することが提案された。

### トリトン着陸機
NASAの科学者や技術者は、1機か2機の小型着陸機をトリトンの表面に送り、表面や内部の組成、非常に希薄な窒素の大気等を分析することを検討していた。いくつかの着陸地点が提案され、候補の中にはボイジャーが発見した窒素の間欠泉の地域やトリトンの南北極等があった。しかしこのミッションが提案に終わったため、最終決定には至らなかった。着陸機の寿命は、動力源や機器に依存して、数日から1か月とされた。

### 大気プローブ
トリトン着陸機とともに、少なくとも2機の大気プローブを海王星の大気に下ろし、天候を調査することが提案された。木星の大気を調査したガリレオプローブと同様に、惑星の大気の熱と圧力で破壊されるまでの2-3時間で観測が行われることになっていた。降下中のデータ伝送により、海王星の大気のより詳細な分析が可能になる。